# Nova Istra
Nova Istra općehrvatski je časopis za književnost, umjetnost i kulturu, uključiv (estetski, generacijski i svjetonazorski otvoren) periodik s međunarodnim referencama, koji je i zavičajan, ali nije „ekskluzivno“, isključivo regionalan. Izlazi bez prekida od 1996. 
Pokretači/osnivači i (prvi) nakladnici časopisa za književnost, kuturološke i društvene teme (danas: časopis za književnost, umjetnost i kulturu) „Nova Istra“: 1996. – 1997.: Sveučilišna knjižnica u Puli, Istarski ogranak DHK Pula i, kao sunakladnik, Koordinacija istarskih ogranaka Matice hrvatske.
Godine 1998. uz pokretače/osnivače i izdavače, kao sunakladnik pojavljuje se (preimenovana) Skupština udruga Matice hrvatske Istarske županije. Od 1999. nakladnik je časopisa samo Istarski ogranak DHK. Prvo je uredništvo „Nove Istre“ (od 1996. do 1998.) radilo u sastavu: Boris Biletić (glavni urednik), Bruno Dobrić, Daniel Načinović, Miroslav Sinčić i Josip Šiklić. Zatim od 1998. do 2003.: Boris Biletić, Goran Filipi, Milan Rakovac, Miroslav Sinčić i Josip Šiklić. Od 2005. do 2016. gl. urednik je Boris Domagoj Biletić, bez uredništva, a od 2017. do 2021. uz Biletića članovi su uredništva Vanesa Begić i Goran Filipi. Nakon smrti akademika Filipija, u uredništvo je uključen Milorad Stojević. 
Časopis su oblikovali i tehnički ga uređivali: na početku kratko David Ivić, jednako kratko Enzo Morović i Mario Benčić, a najdulje (od 2000.) Alfio Klarić na čijemu oblikovnom rješenju od 2014. grafičku pripremu i prijelom opet radi D. Ivić. Tajnici uredništva dosad: Miodrag Kalčić, Jadranka Ostić i, aktualna, Vanja Grubišić. Među lektorima i korektorima, uz Orbisa, posebno valja istaknuti pok. Mladenku Hammer.
Časopis je mijenjao formate i opseg, najčešće su objavljivana po 4 broja/sveska godišnje, ali nerijetko i opsežniji dvobrojevi, što je povezano s financiranjem. Naklada mu je na početku bila od 750 do 1.000 primjeraka, a najveća 1.300 (1997. uz tematski svezak). Zatim se dugo držala na oko 500 primjeraka i gotovo 400 pretplatnika, da bi od 2020. naklada bila oko 400-450 primjeraka (uz iznimke tematskih svezaka) s do 300-tinjak stalnih pretplatnika.
Časopis je 1998. nagrađen Srebrnom poveljom zagrebačke središnjice Matice hrvatske; proglašen je najboljim časopisom na Međunarodnom susretu izdavača „Put u središte Europe“ u Pazinu 2006., a od 2001. neprekidno je, najčešće kao jedini hrvatski partnerski periodik, član „Eurozina“ – međunarodne mreže kulturnih i književnih časopisa na internetu/mreži (koji imaju i tiskana izdanja i objavljuju „online“). 
Prvi je hrvatski književni časopis koji je imao svoje mrežne stranice, otpočetka izlaženja, a internetske su mu se adrese mijenjale. Časopis je svojedobno bio raspačavan na preko 30 mjesta, uglavnom u knjižarama diljem Hrvatske (od kojih većina više ne postoji) te u nekoliko knjižara u Sloveniji i Italiji.
Časopis je 1997. pokrenuo svoje izdavaštvo, tj. nakladnički niz „Nova Istra“ kao knjižnu ediciju Istarskoga ogranka DHK (do 2025. objavljeno je oko 120 samostalnih naslova: beletristika tj. poezija, proza, esejistika, antologije i panorame, povijest, filozofija, prijevodi, publicistika, povijest umjetnosti, bibliografije, zbornici, djela namijenjena djeci... – i najmanje 30-ak knjiga u sunakladništvu).
Knjižničarska savjetnica Marija Petener-Lorenzin autorica je Bibliografije „Nove Istre“ (1996. – 2006.), navodeći kako je do konca 2006. časopis otisnut na 8.321 stranici, surađivala su u njemu dotad i sudjelovala 754 autora (književnika, znanstvenika, prevoditelja, kritičara, novinara, publicista, povjesničara, povjesničara umjetnosti, glazbenika, arhitekta, knjižničara...), a među njima 254 strana; slikovnim i likovnim je prilozima dotad surađivalo 98 umjetnika (slikara, kipara, fotografa...), među njima 29 stranih. Tijekom 2020. i 2021. radi se na „nastavku“ bibliografije časopisa, od 2007. do zaključno s 2020., pa će tako biti obuhvaćeno prvih četvrt stoljeća „Nove Istre“. Ugrubo uzevši, do 2020. časopis je izišao na gotovo 20 tisuća stranica, a u njemu je surađivalo oko 1.300 autora.
Prvo uredništvo postavilo si je ciljeve objavljene u uvodniku prvoga sveska (br. 1-2, lipanj 1996.), naslovljenom „Uz početak 'Nove Istre'“: Ondje među inim piše:
Uređivat ćemo i izdavati prvi istarski periodik nastao nakon podulje ovdašnje časopisne „suše“, ali u okolnostima nove i drukčije, slobodnije i otvorenije domovinske i, u tom sklopu, življe nam zavičajne stvarnosti; dakle, središnji istarski i istodobno općehrvatski časopis koji će uvijek težiti potvrdnom odnosu spram tematike... Afirmacija i prožimanje uljudbenih vrijednosti, njegovanje demokratskoga dijaloga i u kulturi, temeljna su polazišta i zamisli-vodilje ovoga uredništva. Ni u primislima, naprotiv, ne kanimo poticati tvrdokorni kampanilizam u ma kojem obliku, kao što uopće nismo zainteresirani za radove koji bi, sada već na pragu novoga tisućljeća, tek promicali zgoljno budničarstvo prohujalih vremena i jednako takvu osjećajnost. Ravnopravno ćemo objavljivati samo dobru (i) hrvatsku umjetničku riječ: bilo pisanu standardom, bilo pak onu dijalektalnu, čakavsku, kao baštinu jezika najstarije hrvatske književnosti. Posebno ćemo se trsiti oko vrednovanja najznačajnijih i najkvalitetnijih tradicionalnih, ali i suvremenih stvaralačkih dosega pojedinaca i njihovih matičnih kultura koje su starinačke, netko će radije reći autohtone, u istarskome prostoru... Duhom težimo dvosmjernim i prohodnim mostovima – najprije unutar Hrvatske, a napose prema susjedima! Ovaj se časopis rađao i sa stalnom sviješću o nezanemarivoj časopisnoj tradiciji u gradu Puli, posredno i u Istri, tamo od 60-ih godina, s mišlju o dragocjenu entuzijazmu pokretačā negdašnjega Istarskog mozaika, kasnije Istre, a navlastito s dragom uspomenom na njezina dugogodišnjeg urednika, pok. prof. Marija Kalčića. No, osnivači i nakladnici Nove Istre odlučili su pokrenuti posve nov časopis, prilagođen sadašnjim prilikama, vremenu i temama, koji u formalnom pogledu nije dio kontinuiteta, znači ne nastavlja se ni na koju prethodnu publikaciju. Svaki je solidan i zanimljiviji časopis ipak stanovito kreativno ognjište, a možda – usred informacijskog prevrata današnjice – još uvijek donekle znakovita činjenica (i) književna života, u tom smislu i presjecište trenutačnih poetičkih izbora i izraza, to jest mjesto pulsiranja aktualnih stvaralačkih ideja, pa donekle i susretište etičkih postava i svjetopogleda svojih suradnika...
Dragocjenu potporu početku izlaženja časopisa dali su: Ministarstvo kulture RH, Ministarstvo prosvjete, Istarska županija, Grad Rovinj, Narodno sveučilište Grada Rovinja, Grad Pula i Hrvatska gospodarska komora Pula. Danas to čine: Ministarstvo kulture i medija Republike Hrvatske, Grad Pula, Istarska županija, Grad Rovinj i Turistička zajednica Grada Pule.
Ne može se reći da prije pojave Istarskoga ogranka DHK-a 1990. i „Nove Istre“ 1996. u Istri na polju izdavaštva i časopisne produkcije nije bilo mnogo rada, želja, htijenja i uspjeha, naprotiv, ali pojavom IO DHK-a i „Nove Istre“ dosegnute su više razine, kako kakvoćom tako i količinom izdanja i programa, postavljeni su, usvojeni i osvojeni viši estetski standardi i prodori u dotad neobrađena ili slabo dotaknuta tematska i žanrovska, najprije književna, područja.
U širemu okviru ovoga časopisa pokrenuti su 2003. i Pulski dani eseja, prvi i najvažniji književni program u Hrvatskoj namijenjen eseju kao žanru, na kojima se od 2007. dodjeljuje godišnja esejistička Nagrada „Zvane Črnja“ .
Mnogi među danas najvažnijim hrvatskim i svi značajniji istarski autori objavljivali su i objavljuju u časopisu koji posebno njeguje prijevodnu literaturu – od bližih, srodnih i poznatijih kultura do onih udaljenijih i širemu čitateljstvu slabo poznatih. Tako je dosad objavljeno na stotine prijevoda s tridesetak jezika i iz pedesetak nacionalnih književnosti.
Časopis i njegovo nakladništvo predstavljeni su i predstavljaju se na domaćim i stranim sajmovima (Interliber / Zagreb, Sa(n)jam knjige u Istri / Pula, Mediteranski festival knjige / Split, Internacionalni sajam knjiga / Podgorica, C. Gora, Frankfurtski sajam, Leipziški sajam itd.), a izdanja su nagrađena brojnim nagradama i priznanjima, kako za oblikovanje, unutar Hrvatske i na međunarodnoj razini, tako poglavito zbog svoje sadržajno-estetske dimenzije; primjerice, nagradama „A. G. Matoš“, „D. Gervais“, „Z. Črnja“ i dr. Dosadašnji članovi uredništva dobitnici su mnogih važnijih književnih i dr. nagrada u Hrvatskoj („Ujevićeve“, „Galovićeve“, „Benešićeve“, „I. B. Mažuranić“, „Porina“...).